# Propsthof (Friesach)

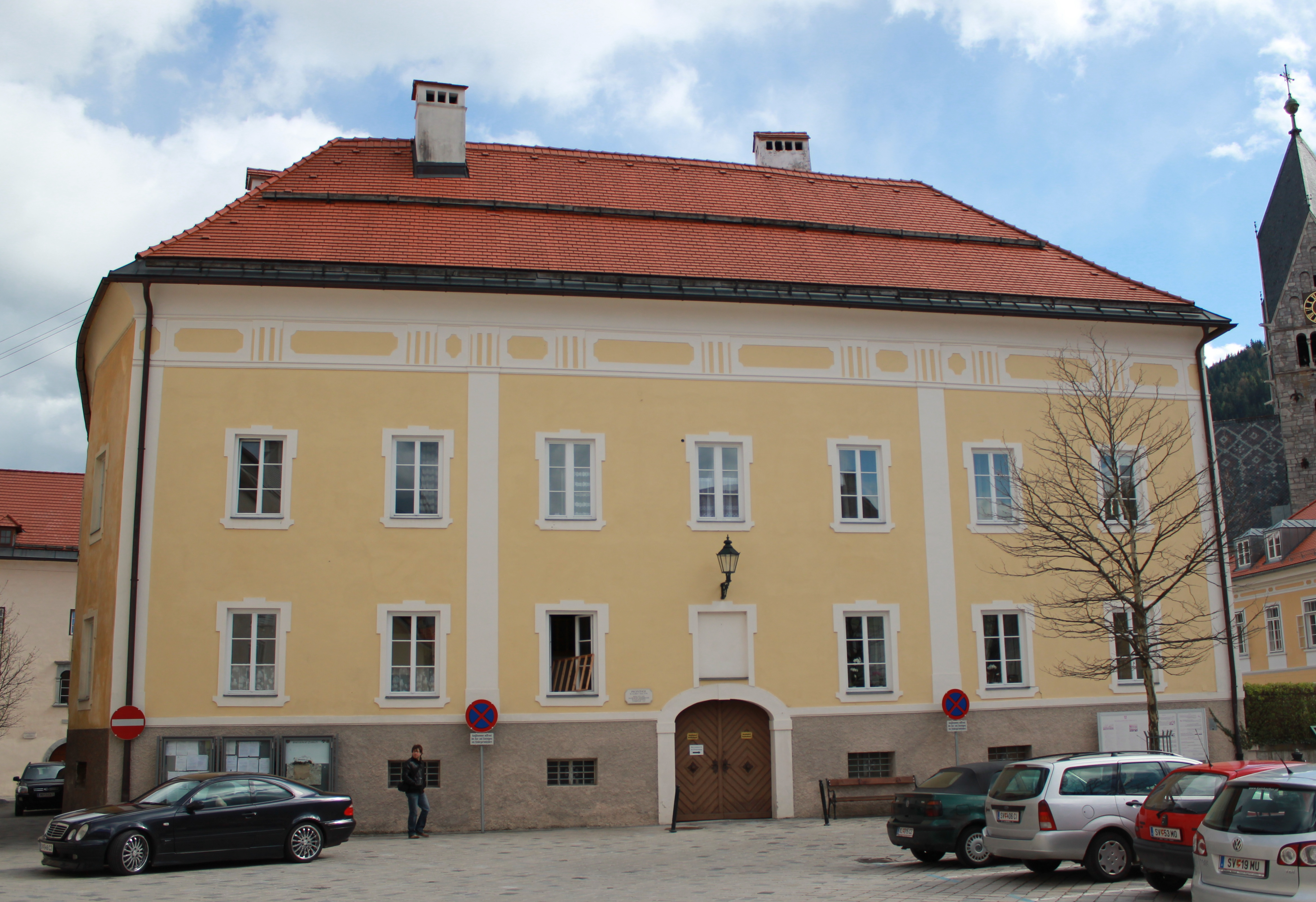
Propsthof

Der ehemalige Propsthof in Friesach in Kärnten war bis zum Verkauf an das Bürgerspital 1595 im Besitz der Familie Thannhausen und kam 1653 an das Kollegiatstift St. Bartlmä.

## Beschreibung

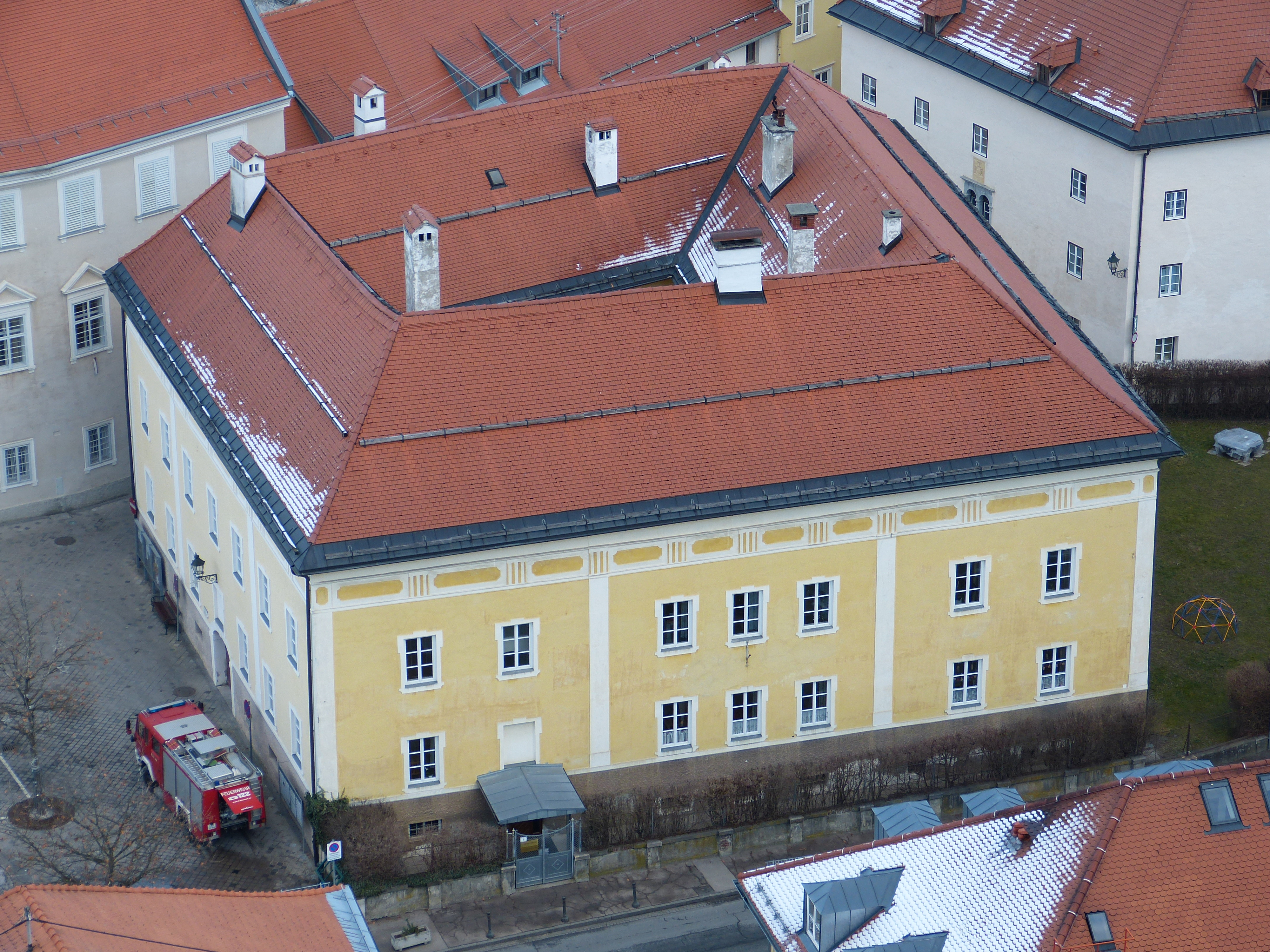
Propsthof, Ansicht vom Petersberg

Der Propsthof ist ein im Grundriss unregelmäßig viereckiger Bau des 15. Jahrhunderts mit Arkadenhof und Walmdach. 1777 erfolgte ein Umbau und eine Fassadenneugestaltung nach Plänen von Mathias Melluschnig. Der Kernbau vom Ende des 15. Jahrhunderts besteht aus den dreigeschoßigen Süd- und Ostflügeln sowie aus dem südlichen Keller, einem Raum mit einer Stütze, über der Turmbasis aus der ersten Hälfte des 13. Jahrhunderts. Der Nord- und der Westflügel wurden vermutlich 1653 errichtet. Im Keller werden jüdische Grabsteine als Bodenplatten verwendet. Die dreigeschoßigen Pfeilerarkaden des 17. Jahrhunderts an der Süd- und Ostseite des Hofes wurden im 19. Jahrhundert verglast.
Die Außenfassaden werden vertikal durch Lisenen und horizontal durch die hohe Sockelzone und einen Metopenfries unter der breiten Traufkehle gegliedert. An der Nordseite befindet sich ein Korbbogenportal.